# 袴着
袴着（はかまぎ）もしくは着袴（ちゃっこ）は、幼児の成長を祝い、初めて袴を着せる儀式である。

## 概要
平安時代に貴族の間で行われた。時代を経てのちに武家、さらに庶民の間にも行われるようになった。古くは男女の別なく3 - 7歳の間に行い、江戸時代以降5歳男児のみの風習となり、時期は次第に11月15日に定着、七五三の風習の一環となった。
源氏物語においては、光源氏と明石の御方との間の娘である明石の姫君が、源氏の北の方である紫の上のもとに引き取られた後、源氏の娘であることのお披露目として行われている。